# دو مافیا علیه پنجه‌طلایی
دو مافیا علیه پنجه‌طلایی یا {{به ایتالیایی|Due mafiosi contro Goldginger}} محصول ۱۹۶۵ فیلم کمدی جاس‌اروپایی تولید مشترک ایتالیا و اسپانیا به کارگردانی جورجو سیمونلی است. این دست انداختن فیلم ۱۹۶۳ جیمز باند، پنچه طلایی است. توسط آمریکن اینترنشنال پیکچرز برداشت و به انگلیسی دوبله شد تا در بسته نمایشی AIP-TV آنها با عنوان دکتر جی شگفت‌انگیز یا دو عامل مخفی دیوانه نمایش داده شود.

## هنرپیشگان
- فرانکو فرانکی در نقش فرانکو پکورا
- چیچو اینگراسیا در نقش چیچو پکورا
- گلوریا پل در نقش مارلین
- فرناندو ری در نقش پنجه‌طلایی / دکتر جی / دکتر پنجه طلایی
- آندرئا بوزیچ در نقش سرهنگ هرمان
- روزالبا نری به عنوان منشی (در نقش سارا بی)
- داکار در نقش ملوک
- جورج هیلتون در نقش مأمور ۰۰۷
- جامپی‌پرو لیترا در نقش دوپونت
- باربارا نلی در نقش خانم دوپونت
- جان کارلسن در نقش وایت
- ماریو پنسی در نقش مربی
- دختران لس بلوبل به عنوان گروه رقص
- لوئیس پنیا
- آلفردو مایو
- ماریو فِرِرا
- جان کارلسن
- الیسا مونتس